# Établissement pénitentiaire de Bostadel
Justizvollzugsanstalt Bostadel
L'établissement pénitentiaire de Bostadel (en allemand : Justizvollzugsanstalt Bostadel) est une prison suisse située sur la commune de Menzingen dans le canton de Zoug. L'établissement est concordataire et sa gestion est confiée aux cantons de Bâle-Ville et de Zoug.

## Présentation

### Généralités
L'établissement de Bostadel est situé sur le territoire zougois, sur la commune de Menzingen. L'établissement pénitentiaire est de type concordataire, il est géré et utilisé par plusieurs cantons (Bâle-Ville et Zoug) dans le cadre d'accords intercantonaux.
L'établissement de Bostadel accueille des détenus condamnés à des peines de détention ou à un internement,. Les détenus sont tous de sexe masculin.
Depuis 2013, la capacité d'accueil de l'établissement est de 120 détenus. Elle était de 118 détenus entre 2006 et 2012 et de 108 détenus auparavant.

### Conditions de détention: section dédiée aux détenus âgés et espace cellulaire intime
Suivant l'exemple de la section de détention 60+ initiée aux établissements de Lenzbourg, une section dédiée aux détenus âgés est créée au sein de Bostadel au cours de l'année 2014. Équipée spécialement pour les détenus âgés, ces secteurs visent à répondre à la perte d'autonomie et aux spécificités des conditions de détention des détenus âgés, notamment la perspective de mourir de vieillesse durant leur incarcération. Face au vieillissement de la population carcérale suisse, plusieurs établissements pénitentiaires (Lenzbourg, Pöschwies) mettent en place ce type de structure,.
L'établissement de Bostadel est également équipé d'une cellule intime. Celle-ci permet aux détenus d'entretenir des relations sexuelles avec leur partenaire. L'initiative est notamment saluée par le président de la Commission nationale de prévention de la torture.

### Mise en place d'un concept de justice restaurative
Toujours dans la foulée d'un projet entamé aux établissements pénitentiaires de Lenzbourg, l'établissement Bostadel se dote d'un concept de justice restaurative à l'horizon 2019. La justice restaurative est une approche qui s'est développée aux États-Unis au cours des années 1990. La justice restaurative se veut une prise en charge complémentaire à la sanction pénale. Tandis que la sanction pénale met l'accent sur le non-respect d'une loi et une punition infligée par la société, la justice restaurative souhaite replacer au centre de la problématique les victimes ainsi que les dommages et préjudices qu'elles ont subi. La justice restauratrice est donc une approche plus concrète, les dommages subies étant plus tangibles que le non-respect d'une loi par définition abstraite, qui fonde son action sur la réparation (émotionnelle) plutôt que sur la rétribution (sanctions prononcées par le corps sanction  pour compenser les préjudices).
Les actions constitutives de la justice restaurative sont nombreuses et variées,,. Généralement, la médiation pénale est une composante importante du processus. Au sein de groupe de discussions, les victimes et les détenus peuvent ainsi échanger sur le crime ou le délit qui a eu lieu, les motivations qui y ont présidé, etc. Ces espaces de discussions permettent alors aux différents intervenants de se réapproprier les actes passés. Si les victimes peuvent ainsi obtenir des réponses que le procès ne recherche pas - étant focaliser sur la qualification des délits et des crimes afin d'établir la sanction adaptée-, les détenus peuvent également exprimer leurs émotions sur le sujet. Les spécialistes estiment ainsi que les discussions permettent aux détenus de se « réhumaniser » et de développer leur capacité de discussion et de socialisation.

### Histoire
L'établissement est inauguré en 1977 par les cantons de Bâle-Ville et de Zoug,. De par sa spécificité intercantonale, l'établissement reçoit le nom de « prison intercantonale de Bostadel ». Ce nom est modifié en 2020 en « établissement pénitentiaire de Bostadel » (Justizvollzugsanstalt Bostadel).
Entre 2002 et 2006, une importante série de travaux permet la modernisation et l’agrandissement de l'établissement,. De nouvelles places de haute sécurité (+10) sont ainsi créées. À partir de 2013, plusieurs nouvelles constructions sont entreprises sur le site pour compléter les installations existantes.
En 2017, les autorités décident d'équiper l'établissement d'un système militaire de lutte contre les drones. Le projet mené à Bostadel, très proche de celui entrepris en même temps aux établissements de Lenzbourg, doit aboutir à l'installation de systèmes de détection radar et infrarouge.

## Suicide assisté en milieu carcéral
En Suisse, le suicide assisté est une pratique autorisée par un cadre juridique et médical très strict,. Les personnes souffrant de maladie incurable et en fin de vie peuvent ainsi contacter des associations, telle qu'Exit, et entamer les démarches pour bénéficier d'une aide médicale en vue de mourir volontairement.
En 2018, cette problématique du suicide assisté touche le milieu pénitentiaire suisse lorsque Peter Vogt, un détenu interné au sein de l'établissement de Bostadel, contacte l'association alémanique Exit pour faire part de son souhait d'entamer un processus de suicide assisté,,,,. Âgé et 69 ans et atteint de pathologies sévères, l'homme explique que ses conditions de détention couplées à son état physique et psychique rendent sa vie insupportable et qu'il n'existe aucune possibilité d'amélioration de sa situation. Cette souffrance est également accrue par la perte de relations sociales pour le détenu, sa mère ne pouvant pas lui rendre visite régulièrement. À la suite de cette première demande d'une personne privée de liberté, l'association indique que les autorités doivent clarifier le cas. Les autorités cantonales et pénitentiaires suisses indiquent de leur côté qu'elles prendront position sur le sujet durant l'année 2020.
Les experts prenant position sur le sujet estiment pour la plupart que la demande du détenu est justifiée. Plusieurs juristes indiquent ainsi que la personne détenue n'a été privée ni de son droit à l'autodétermination, ni de son droit à mourir,. Il est aussi rappelé que refuser le droit de mourir à une personne en souffrance pourrait être assimilé à une forme de torture. Certains spécialistes critiquent toutefois cette demande, pointant la contradiction entre le droit individuel — qui souhaite permettre à une personne d'abréger une situation de souffrance incurable — et le processus pénal de sanction prononcée par la société. De plus, accepter un processus de suicide assisté pour un détenu pourrait également être interprété comme une réintroduction d'une forme de peine de mort dans le système pénal helvétique. Du côté des associations de victimes, des responsables regrettent que les victimes et leurs familles soient totalement exclues du processus de décision.

## Incidents

### Incident du drone en 2014
Durant l'année 2014, l'établissement Bostadel subit une faille de sécurité à la suite de l'utilisation d'un drone par les complices d'un détenu. Ces derniers parviennent à transmettre un téléphone portable au sein de l'établissement par l'intermédiaire de l'engin télécommandé. En réponse, l'établissement est équipé d'installations militaires (radar, détecteurs infrarouge) de lutte contre les drones courant 2017.

### Évasion
À l'été 2019, un détenu de 21 ans tente de s'évader du pénitencier. Profitant d'un incendie dans une partie du système de ventilation de la prison, le jeune homme escalade le mur d'enceinte. Après s'être blessé en retombant, il est rapidement repris par des policiers présents sur place pour assurer la sécurité de l'établissement pendant l'intervention des pompiers.

### Décès au sein de l'établissement
En mars 2019, un détenu meurt après avoir chuté du haut de la barrière de l'enceinte de l'établissement. Les premiers éléments de l'enquête indiquent qu'il s'agit d'un suicide.

### Rapports d'organismes indépendants
- Rapport de visite de la Commission nationale de prévention de la torture (2013) (en allemand) ; Prise de position des Conseils d'état des cantons de Bâle-Ville et de Zoug (en allemand)
- Suivi du rapport de visite de la Commission nationale de prévention de la torture (2018) (en allemand) ; Prise de position des Conseils d'état des cantons de Bâle-Ville et de Zoug (en allemand)